# エミリー・チェリー
エミリー・チェリー（Emilee Cherry、1992年11月2日 - ）は、オーストラリアの女子ラグビー選手。

## プロフィール
- イタリア・ローマ出身[1]。
- ポジションはセンター(CTB)。
- 身長 167cm、体重 70kg

## 略歴
2016年、リオ五輪の7人制女子オーストラリア代表に選ばれて金メダルを獲得。

## 受賞歴
- IRB女子セブンズ最優秀選手賞:2014年[3]